# Sparbanken Lidköping Arena
Sparbanken Lidköping Arena är en evenemangsarena invigd 2009. Den ligger på Ågårdens idrottsområde i Lidköping i Västergötland. Arena för bl.a. idrottsevenemang (fr.a. bandy), konserter och mässor. Huvudsponsor för anläggningen är Sparbanken Lidköping.

## Beskrivning
Arenan ligger vid Ågårdens idrottsområde. I området finns det utöver arenan även badhus, tre planer (för till exempel handboll, basket med mera), brottningshall, bordtennishall, judohall, utomhusplan för bandy (med läktare), tennishall och ishockeyhall.

## Historik
Byggstart för Sparbanken Lidköping Arena var den 7 oktober 2008 och arenan invigdes den 25 december 2009, med för Lidköping traditionsenlig skridskoåkning för allmänheten under högtidliga former. Dagen därpå var det dags för den första bandymatchen i arenan, då Villa Lidköping BK tog emot IFK Kungälv i Elitserien. Historisk första målskytt blev Johan Esplund (före detta Andersson) i Villa Lidköping BK. Matchen lockade 4 425 åskådare.
Publikrekordet är på 5 329 personer, vilket sattes under bandymatchen mellan Villa Lidköping BK och IFK Vänersborg den 2 december 2016.
Arenan stod som värd för Andra chansen i Melodifestivalen 2014.
Även under Melodifestivalen 2019 stod Arenan som värd, nu för deltävling 4. Vidare var Arenan värd undder Melodifestivalen 2023, deltävling 3.
Ett urval av andra evenemang som arrangerats i Sparbanken Lidköping Arena är Musikalen HAIR 2024, Oh, what a night! – Our greatest musical hits 2020, Mia Skäringer – Avig Maria, NMFTG 2019, Nordic dog show 2019, Johan Glans - World tour of Skåne 2018, EM-kval i handboll 2017 och Svenska cupen i bandy flertalet gånger.